# Geschwindigkeitsgradient
Der (räumliche) Geschwindigkeitsgradient (Formelzeichen l oder L, Dimension T -1) ist in der Kontinuumsmechanik ein Mittel zur Beschreibung der lokalen Verformungsgeschwindigkeit eines Körpers. Der Körper mag fest, flüssig oder gasförmig sein und der Begriff der Verformung wird hier so weit gefasst, dass auch das Fließen einer Flüssigkeit und das Strömen eines Gases darunter fallen. Als Gradient bemisst der Geschwindigkeitsgradient die örtlichen Änderungen des Geschwindigkeitsfeldes. In kartesischen Koordinaten hat er die Form:
{\displaystyle \mathbf {l} :=\operatorname {grad} {\vec {v}}:={\begin{pmatrix}{\frac {\partial v_{x}}{\partial x}}&{\frac {\partial v_{x}}{\partial y}}&{\frac {\partial v_{x}}{\partial z}}\\{\frac {\partial v_{y}}{\partial x}}&{\frac {\partial v_{y}}{\partial y}}&{\frac {\partial v_{y}}{\partial z}}\\{\frac {\partial v_{z}}{\partial x}}&{\frac {\partial v_{z}}{\partial y}}&{\frac {\partial v_{z}}{\partial z}}\end{pmatrix}}\,.}
Die Komponenten {\displaystyle v_{x,y,z}} sind die Geschwindigkeitsanteile in x-, y- bzw. z-Richtung. Der räumliche Geschwindigkeitsgradient enthält alle Informationen über die bezugssysteminvarianten Schergeschwindigkeiten, die Divergenz und die Winkelgeschwindigkeit oder Wirbelstärke des Geschwindigkeitsfeldes.
Der Geschwindigkeitsgradient wird bei der mathematischen Formulierung von physikalischen Gesetzen und Materialmodellen benutzt und ist – vergleichbar zum Deformationsgradienten bezüglich der Deformation von Festkörpern – in der Strömungsmechanik von zentraler Bedeutung.

## Beschreibung

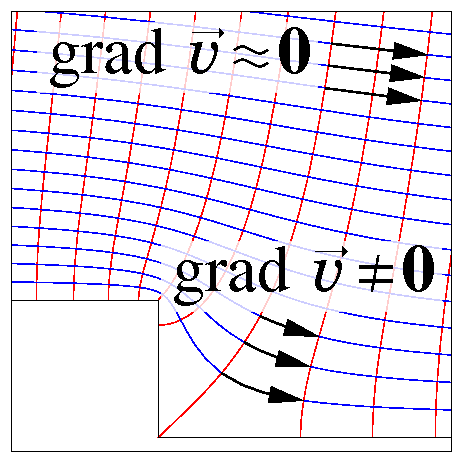
Abb. 1: Geschwindigkeitsfeld mit Stromlinien (blau). Wo die roten Linien nahe beieinander liegen ist die Geschwindigkeit hoch, andernorts gering.

Das Geschwindigkeitsfeld eines Körpers gibt an, wie schnell sich die einzelnen Partikel (Fluidelemente) des Körpers bewegen, siehe Abb. 1. Wenn sich der Körper gleichförmig bewegt, dann sind die Geschwindigkeiten benachbarter Partikel gleich und der Geschwindigkeitsgradient verschwindet, denn als Gradient bemisst er die örtlichen Änderungen, siehe den oberen Bildteil. Wenn sich aber die Geschwindigkeiten zweier benachbarter Partikel unterscheiden, dann liegt lokal entweder eine Drehung oder eine Deformation vor und der Geschwindigkeitsgradient ist von null verschieden wie im unteren Bildteil.
Das Geschwindigkeitsfeld kann für die sich bewegenden Partikel eines Körpers oder an den Raumpunkten innerhalb des Körpers aufgestellt werden. Ersteres ist die materielle letzteres die räumliche Formulierung. Weil das Geschwindigkeitsfeld üblicherweise räumlich begriffen wird, bezieht sich der Begriff „Geschwindigkeitsgradient“ zumeist auf den räumlichen Geschwindigkeitsgradient und dieser wird hier vorrangig behandelt.
Der räumliche Geschwindigkeitsgradient taucht in den lokalen, räumlichen Formulierungen der Massen-, Impuls- und Energiebilanzen auf und ist für die kinematische Nichtlinearität der Impulsbilanz in dieser Formulierung verantwortlich.
Der Bewegungszustand eines Beobachters beeinflusst seine Einschätzung der Geschwindigkeit der Partikel des Körpers und damit auch den von ihm beobachteten Geschwindigkeitsgradient. Weil also unterschiedlich bewegte Beobachter verschiedene Geschwindigkeitsgradienten wahrnehmen, ist dieser keine objektive Größe. Mit dem räumlichen Geschwindigkeitsgradient werden objektive Zeitableitungen von Vektoren und Tensoren definiert, die für die Formulierung bezugssysteminvarianter Materialgleichungen benötigt werden. Mehr zu dem Thema ist unter Euklidische Transformation zu finden.

Abb. 2: Lineare Abbildung eines Vektors durch einen Tensor.

Mathematisch ist der Geschwindigkeitsgradient ein Tensor zweiter Stufe, mit dem Vektoren linear auf andere Vektoren abgebildet werden, siehe Abb. 2. Ein solcher Tensor kann wie eine 3×3-Matrix betrachtet werden, deren Komponenten auf Dyaden referenzieren so wie die Komponenten eines Vektors auf Basisvektoren referenzieren.
Die Summe der Diagonalelemente, die Spur, ist die Divergenz des Geschwindigkeitsfeldes und ein Maß für die Ausdehnungsgeschwindigkeit eines (infinitesimal) kleinen Volumenelementes des Körpers.
Der symmetrische Anteil des räumlichen Geschwindigkeitsgradienten, der räumliche Verzerrungs-, Streck- oder Deformationsgeschwindigkeitstensor (Formelzeichen d oder D) verschwindet bei Starrkörperbewegungen inklusive Drehungen, tritt also nur bei „echten“ Verformungen auf und ist objektiv. Der Verzerrungsgeschwindigkeitstensor wird in Materialmodellen geschwindigkeitsabhängiger Materialien eingesetzt, z. B. beim linear viskosen Fluid, dessen Geschwindigkeitsfeld den Navier-Stokes-Gleichungen gehorcht, die Fluidströmungen wirklichkeitsnah abbilden.
Der schiefsymmetrische Anteil des räumlichen Geschwindigkeitsgradienten, der Wirbel-, Spin- oder Drehgeschwindigkeitstensor (Formelzeichen w oder W) besitzt einen dualen Vektor {\displaystyle {\vec {\omega }}\,,} die Winkelgeschwindigkeit, die proportional zum Wirbelvektor oder der Wirbelstärke ist, die in Flüssigkeits- und Gasströmungen eine wichtige Rolle spielt.

## Definition und Darstellungsweisen

### Materielle und räumliche Koordinaten und das Geschwindigkeitsfeld
Die Bewegung eines materiellen Punktes (Fluidelementes) wird mathematisch mit der Bewegungsfunktion
{\displaystyle {\vec {x}}={\vec {\chi }}({\vec {X}},t)}
beschrieben. Der Vektor {\displaystyle {\vec {x}}} ist die aktuelle Position des materiellen Punktes {\displaystyle {\vec {X}}} zur Zeit {\displaystyle t} in der Momentankonfiguration (Kleinbuchstaben). Genauer ist {\displaystyle {\vec {X}}} die Position des betrachteten materiellen Punktes in der Ausgangs- oder Referenzkonfiguration des Körpers zu einer vergangenen Zeit {\displaystyle t_{0}\leq t} (Großbuchstaben). Bei festgehaltenem materiellen Punkt {\displaystyle {\vec {X}}} gibt die Bewegungsfunktion dessen Bahnlinie durch den Raum wieder und bei festgehaltenem räumlichen Punkt {\displaystyle {\vec {x}}} gibt {\displaystyle {\vec {X}}={\vec {\chi }}^{-1}({\vec {x}},t)} die Streichlinie durch den betrachteten Punkt wieder. Im kartesischen Koordinatensystem mit der Standardbasis {\displaystyle {\hat {e}}_{1,2,3}} hat der Raumpunkt {\displaystyle {\vec {x}}} die komponentenweise Darstellung
{\displaystyle {\vec {x}}=\sum _{i=1}^{3}x_{i}{\hat {e}}_{i}=\sum _{i=1}^{3}\chi _{i}({\vec {X}},t){\hat {e}}_{i}}
und entsprechend gilt {\displaystyle {\vec {X}}=\sum _{i=1}^{3}{X}_{i}{\hat {e}}_{i}}. Die Zahlen {\displaystyle x_{1,2,3}} werden räumliche Koordinaten genannt, weil diese einen Raumpunkt kennzeichnen, und {\displaystyle X_{1,2,3}} werden materielle Koordinaten genannt, denn diese haften einem materiellen Punkt an. Die Bewegungsfunktion ist zu jeder Zeit an jedem Ort invertierbar
{\displaystyle {\vec {x}}={\vec {\chi }}({\vec {X}},t)\quad \leftrightarrow \quad {\vec {X}}={\vec {\chi }}^{-1}({\vec {x}},t)\,,}
weil sich an einem Punkt im Raum immer nur ein materieller Punkt aufhalten kann und ein materieller Punkt zu einer Zeit nur an einem Ort sein kann. Die Ableitung der Bewegungsfunktion nach der Zeit liefert das Geschwindigkeitsfeld:
{\displaystyle {\vec {x}}={\vec {\chi }}({\vec {X}},t)\quad \rightarrow \quad {\vec {v}}({\vec {x}},t)=\sum _{i=1}^{3}v_{i}({\vec {x}},t){\hat {e}}_{i}=\sum _{i=1}^{3}{\frac {\mathrm {D} \chi _{i}({\vec {X}},t)}{\mathrm {D} t}}{\hat {e}}_{i}=\sum _{i=1}^{3}{\dot {\chi }}_{i}({\vec {X}},t){\hat {e}}_{i}={\dot {\vec {\chi }}}({\vec {X}},t)\,.}
Die materiellen Koordinaten {\displaystyle {\vec {X}}={\vec {\chi }}^{-1}({\vec {x}},t)} gehören zu dem Partikel, das sich zur Zeit t am Ort {\displaystyle {\vec {x}}} befindet und dessen Geschwindigkeit zu dem Zeitpunkt {\displaystyle {\vec {v}}({\vec {x}},t)={\dot {\vec {\chi }}}({\vec {X}},t)} ist. Das Geschwindigkeitsfeld wird üblicherweise räumlich begriffen, weshalb es hier nur in der räumlichen Darstellung mit {\displaystyle {\vec {v}}} (für englisch velocity „Geschwindigkeit“) bezeichnet wird. Ganz rechts steht das materielle Geschwindigkeitsfeld, das mit der  substantiellen Zeitableitung der Bewegungsfunktion berechnet wird. Die Punktnotation wird hier ausschließlich für die substantielle Zeitableitung verwendet.

### Geschwindigkeitsgradient und Deformationsgradient
Der Deformationsgradient ist die Ableitung der Bewegung nach den materiellen Koordinaten:
{\displaystyle \mathbf {F} :=\operatorname {GRAD} \left({\vec {\chi }}({\vec {X}},t)\right):=\sum _{i,j=1}^{3}{\frac {\mathrm {d} \chi _{i}({\vec {X}},t)}{\mathrm {d} X_{j}}}{\hat {e}}_{i}\otimes {\hat {e}}_{j}=:{\frac {\mathrm {d} {\vec {x}}}{\mathrm {d} {\vec {X}}}}}
Das Rechenzeichen „{\displaystyle \otimes }“ bildet das dyadische Produkt und „GRAD“ den materiellen Gradienten mit Ableitungen nach den materiellen Koordinaten. Durch die substantielle Zeitableitung des Deformationsgradienten entstehen die Geschwindigkeitsgradienten:
{\displaystyle {\begin{aligned}{\dot {\mathbf {F} }}=&{\frac {\mathrm {D} }{\mathrm {D} t}}\sum _{i,j=1}^{3}{\frac {\mathrm {d} \chi _{i}({\vec {X}},t)}{\mathrm {d} X_{j}}}{\hat {e}}_{i}\otimes {\hat {e}}_{j}=\sum _{i,j=1}^{3}{\frac {\mathrm {d} {\dot {\chi }}_{i}({\vec {X}},t)}{\mathrm {d} X_{j}}}{\hat {e}}_{i}\otimes {\hat {e}}_{j}\\=&\sum _{i,j=1}^{3}{\frac {\mathrm {d} v_{i}({\vec {x}},t)}{\mathrm {d} X_{j}}}{\hat {e}}_{i}\otimes {\hat {e}}_{j}=\sum _{i,j,k=1}^{3}{\frac {\mathrm {d} v_{i}({\vec {x}},t)}{\mathrm {d} x_{k}}}{\frac {\mathrm {d} \chi _{k}({\vec {X}},t)}{\mathrm {d} X_{j}}}{\hat {e}}_{i}\otimes {\hat {e}}_{j}=\underbrace {\sum _{i,k=1}^{3}{\frac {\mathrm {d} v_{i}({\vec {x}},t)}{\mathrm {d} x_{k}}}{\hat {e}}_{i}\otimes {\hat {e}}_{k}} _{\operatorname {grad} {\vec {v}}}\cdot \underbrace {\sum _{j,l=1}^{3}{\frac {\mathrm {d} \chi _{l}({\vec {X}},t)}{\mathrm {d} X_{j}}}{\hat {e}}_{l}\otimes {\hat {e}}_{j}} _{=\operatorname {GRAD} {\vec {\chi }}}\\=&\operatorname {grad} {\bigl (}{\vec {v}}({\vec {x}},t){\bigl )}\cdot \operatorname {GRAD} {\bigl (}{\vec {\chi }}({\vec {X}},t){\bigl )}=:\mathbf {l\cdot F} \,.\end{aligned}}}
Das Rechenzeichen „{\displaystyle \otimes }“ bildet das dyadische Produkt, „grad“ den räumlichen und „GRAD“ den materiellen Gradient mit Ableitungen nach den räumlichen bzw. den materiellen Koordinaten. Der materielle Geschwindigkeitsgradient {\displaystyle {\dot {\mathbf {F} }}} ist die Zeitableitung des Deformationsgradienten oder – weil die Reihenfolge der Ableitungen vertauscht werden darf – die materielle Ableitung der Geschwindigkeit nach den materiellen Koordinaten:
{\displaystyle {\dot {\mathbf {F} }}({\vec {X}},t):=\operatorname {GRAD} \left({\dot {\vec {\chi }}}({\vec {X}},t)\right)=\sum _{i,j=1}^{3}{\frac {\mathrm {d} {\dot {\chi }}_{i}}{\mathrm {d} X_{j}}}{\hat {e}}_{i}\otimes {\hat {e}}_{j}=:{\frac {\mathrm {d} {\dot {\vec {\chi }}}}{\mathrm {d} {\vec {X}}}}={\frac {\mathrm {d} {\vec {v}}}{\mathrm {d} {\vec {x}}}}\cdot {\frac {\mathrm {d} {\vec {x}}}{\mathrm {d} {\vec {X}}}}=\mathbf {l\cdot F} \,.}

### Räumlicher Geschwindigkeitsgradient
Der räumliche Geschwindigkeitsgradient {\displaystyle \mathbf {l} } ist die räumliche Ableitung der Geschwindigkeit nach den räumlichen Koordinaten:
{\displaystyle \mathbf {l} ({\vec {x}},t):=\operatorname {grad} {\bigl (}{\vec {v}}({\vec {x}},t){\bigr )}:=\sum _{i,j=1}^{3}{\frac {\mathrm {d} v_{i}}{\mathrm {d} x_{j}}}{\hat {e}}_{i}\otimes {\hat {e}}_{j}=:{\frac {\mathrm {d} {\vec {v}}}{\mathrm {d} {\vec {x}}}}={\frac {\mathrm {d} {\dot {\vec {\chi }}}}{\mathrm {d} {\vec {X}}}}\cdot {\frac {\mathrm {d} {\vec {X}}}{\mathrm {d} {\vec {x}}}}={\dot {\mathbf {F} }}\cdot \mathbf {F} ^{-1}\,.}
Das Geschwindigkeitsfeld wird meistens räumlich dargestellt, weshalb mit dem Begriff „Geschwindigkeitsgradient“ in der Regel der räumliche Geschwindigkeitsgradient gemeint ist. Materielle Größen werden in der Kontinuumsmechanik gemeinhin groß geschrieben und räumliche klein, weswegen hier auch die Kleinschreibung des räumlichen Geschwindigkeitsgradienten benutzt wird. Sein symmetrischer Anteil
{\displaystyle \mathbf {d} :={\frac {1}{2}}(\mathbf {l+l} ^{\top })={\frac {1}{2}}{\begin{pmatrix}2{\frac {\partial v_{x}}{\partial x}}&{\frac {\partial v_{x}}{\partial y}}+{\frac {\partial v_{y}}{\partial x}}&{\frac {\partial v_{x}}{\partial z}}+{\frac {\partial v_{z}}{\partial x}}\\{\frac {\partial v_{y}}{\partial x}}+{\frac {\partial v_{x}}{\partial y}}&2{\frac {\partial v_{y}}{\partial y}}&{\frac {\partial v_{y}}{\partial z}}+{\frac {\partial v_{z}}{\partial y}}\\{\frac {\partial v_{z}}{\partial x}}+{\frac {\partial v_{x}}{\partial z}}&{\frac {\partial v_{z}}{\partial y}}+{\frac {\partial v_{y}}{\partial z}}&2{\frac {\partial v_{z}}{\partial z}}\end{pmatrix}}}
ist der (räumliche) Verzerrungsgeschwindigkeitstensor und sein schiefsymmetrischer Anteil
{\displaystyle \mathbf {w} :={\frac {1}{2}}(\mathbf {l-l} ^{\top })={\frac {1}{2}}{\begin{pmatrix}0&{\frac {\partial v_{x}}{\partial y}}-{\frac {\partial v_{y}}{\partial x}}&{\frac {\partial v_{x}}{\partial z}}-{\frac {\partial v_{z}}{\partial x}}\\{\frac {\partial v_{y}}{\partial x}}-{\frac {\partial v_{x}}{\partial y}}&0&{\frac {\partial v_{y}}{\partial z}}-{\frac {\partial v_{z}}{\partial y}}\\{\frac {\partial v_{z}}{\partial x}}-{\frac {\partial v_{x}}{\partial z}}&{\frac {\partial v_{z}}{\partial y}}-{\frac {\partial v_{y}}{\partial z}}&0\end{pmatrix}}}
ist der (räumliche) Spin-, Wirbel- oder Drehgeschwindigkeitstensor. Das Superskript {\displaystyle \top } kennzeichnet die Transposition. In den Matrixdarstellungen beziehen sich die Geschwindigkeitsanteile {\displaystyle v_{x,y,z}} auf ein kartesisches Koordinatensystem mit x-, y- und z-Richtungen.

### Die Winkelgeschwindigkeit oder Wirbelstärke
Dem Wirbeltensor kann, weil er schiefsymmetrisch ist, ein dualer Vektor {\displaystyle {\vec {\omega }}\,,} mit der Eigenschaft
{\displaystyle {\vec {\omega }}\times {\vec {u}}=\mathbf {w} \cdot {\vec {u}}\quad {\text{für alle}}\quad {\vec {u}}\quad \Leftrightarrow \quad \mathbf {w} ={\vec {\omega }}\times \mathbf {1} =\sum _{i=1}^{3}{\vec {\omega }}\times {\hat {e}}_{i}\otimes {\hat {e}}_{i}\,,}
zugeordnet werden. Der Tensor 1 ist der Einheitstensor, „{\displaystyle \otimes }“ das dyadische und „×“ das Kreuzprodukt. Im Fall des Wirbeltensors ist der duale Vektor die Winkelgeschwindigkeit, die der Drehgeschwindigkeitsvektor bei Starrkörperbewegungen ist, wie der gleichnamige Abschnitt unten ausführt. Die Winkelgeschwindigkeit berechnet sich mit dem Nabla-Operator
{\displaystyle \nabla :=\sum _{k=1}^{3}{\hat {e}}_{k}{\frac {\partial }{\partial x_{k}}}}
nach der Vorschrift
{\displaystyle {\vec {\omega }}=-{\frac {1}{2}}\mathbf {1\cdot \!\!\times w} =-{\frac {1}{2}}\mathbf {1} \cdot \!\times {\frac {1}{2}}{\bigl [}\overbrace {(\nabla \otimes {\vec {v}})^{\top }} ^{=\operatorname {grad} {\vec {v}}=\mathbf {l} }-\overbrace {\nabla \otimes {\vec {v}}} ^{\mathbf {l} ^{\top }}{\bigr ]}:=-{\frac {1}{4}}(-\nabla \times {\vec {v}}-\nabla \times {\vec {v}})={\frac {1}{2}}\nabla \times {\vec {v}}={\frac {1}{2}}\operatorname {rot} ({\vec {v}})\,,}
denn das Skalarkreuzprodukt „{\displaystyle \cdot \!\times }“ des Einheitstensors mit einer Dyade vertauscht das dyadische Produkt mit dem Kreuzprodukt. Der Differentialoperator „rot“ steht für die Rotation des Geschwindigkeitsfeldes.
Die Winkelgeschwindigkeit ist proportional zur Wirbelstärke, die eine besondere Bedeutung in Flüssigkeits- und Gasströmungen hat.

### Darstellung in Zylinder- und Kugelkoordinaten
In achsensymmetrischen Strömungen bietet es sich an, ein Zylinder- oder Kugelkoordinatensystem zu benutzen. In Zylinderkoordinaten {ρ,φ,z} mit Basisvektoren {\displaystyle {\hat {e}}_{\rho ,\varphi ,z}} bekommt er die Form:
{\displaystyle {\begin{aligned}\operatorname {grad} {\vec {v}}=&{\hat {e}}_{\rho }\otimes (\operatorname {grad} v_{\rho })+{\frac {v_{\rho }}{\rho }}{\hat {e}}_{\varphi }\otimes {\hat {e}}_{\varphi }+{\hat {e}}_{\varphi }\otimes (\operatorname {grad} v_{\varphi })-{\frac {v_{\varphi }}{\rho }}{\hat {e}}_{\rho }\otimes {\hat {e}}_{\varphi }+{\hat {e}}_{z}\otimes (\operatorname {grad} v_{z})\\=&{\begin{pmatrix}{\frac {\partial v_{\rho }}{\partial \rho }}&{\frac {1}{\rho }}{\frac {\partial v_{\rho }}{\partial \varphi }}-{\frac {v_{\varphi }}{\rho }}&{\frac {\partial v_{\rho }}{\partial z}}\\{\frac {\partial v_{\varphi }}{\partial \rho }}&{\frac {v_{\rho }}{\rho }}+{\frac {1}{\rho }}{\frac {\partial v_{\varphi }}{\partial \varphi }}&{\frac {\partial v_{\varphi }}{\partial z}}\\{\frac {\partial v_{z}}{\partial \rho }}&{\frac {1}{\rho }}{\frac {\partial v_{z}}{\partial \varphi }}&{\frac {\partial v_{z}}{\partial z}}\end{pmatrix}}_{{\hat {e}}_{\rho ,\varphi ,z}\otimes {\hat {e}}_{\rho ,\varphi ,z}}\\{\text{mit}}\quad \operatorname {grad} f=&{\frac {\partial f}{\partial \rho }}{\hat {e}}_{\rho }+{\frac {1}{\rho }}{\frac {\partial f}{\partial \varphi }}{\hat {e}}_{\varphi }+{\frac {\partial f}{\partial z}}{\hat {e}}_{z}\,.\end{aligned}}}
In Kugelkoordinaten {r,θ,φ} mit Basisvektoren {\displaystyle {\hat {e}}_{r,\theta ,\varphi }} schreibt er sich:
{\displaystyle {\begin{aligned}\operatorname {grad} {\vec {v}}=&{\hat {e}}_{r}\otimes (\operatorname {grad} v_{r})+{\frac {v_{r}}{r}}\mathbf {1} -{\frac {v_{r}}{r}}{\hat {e}}_{r}\otimes {\hat {e}}_{r}+{\hat {e}}_{\theta }\otimes (\operatorname {grad} v_{\theta })+{\frac {v_{\theta }}{r\tan \theta }}{\hat {e}}_{\varphi }\otimes {\hat {e}}_{\varphi }-{\frac {v_{\theta }}{r}}{\hat {e}}_{r}\otimes {\hat {e}}_{\theta }\\&+{\hat {e}}_{\varphi }\otimes (\operatorname {grad} v_{\varphi })-{\frac {v_{\varphi }}{r\tan \theta }}{\hat {e}}_{\theta }\otimes {\hat {e}}_{\varphi }-{\frac {v_{\varphi }}{r}}{\hat {e}}_{r}\otimes {\hat {e}}_{\varphi }\\=&{\begin{pmatrix}{\frac {\partial v_{r}}{\partial r}}&{\frac {1}{r}}{\frac {\partial v_{r}}{\partial \theta }}-{\frac {v_{\theta }}{r}}&{\frac {1}{r\sin \theta }}{\frac {\partial v_{r}}{\partial \varphi }}-{\frac {v_{\varphi }}{r}}\\{\frac {\partial v_{\theta }}{\partial r}}&{\frac {1}{r}}{\frac {\partial v_{\theta }}{\partial \theta }}+{\frac {v_{r}}{r}}&{\frac {1}{r\sin \theta }}{\frac {\partial v_{\theta }}{\partial \varphi }}-{\frac {v_{\varphi }}{r\tan \theta }}\\{\frac {\partial v_{\varphi }}{\partial r}}&{\frac {1}{r}}{\frac {\partial v_{\varphi }}{\partial \theta }}&{\frac {1}{r\sin \theta }}{\frac {\partial v_{\varphi }}{\partial \varphi }}+{\frac {v_{r}}{r}}+{\frac {v_{\theta }}{r\tan \theta }}\end{pmatrix}}_{{\hat {e}}_{r,\theta ,\varphi }\otimes {\hat {e}}_{r,\theta ,\varphi }}\\{\text{mit}}\quad \operatorname {grad} f=&{\frac {\partial f}{\partial r}}{\hat {e}}_{r}+{\frac {1}{r}}{\frac {\partial f}{\partial \theta }}{\hat {e}}_{\theta }+{\frac {1}{r\sin \theta }}{\frac {\partial f}{\partial \varphi }}{\hat {e}}_{\varphi }\,.\end{aligned}}}

### Darstellung in konvektiven Koordinaten

Auf einen Körper aufgetragene Koordinatenlinien folgen den Deformationen des Körpers

Konvektive Koordinaten sind krummlinige Koordinatensysteme, die an einen Körper gebunden sind und von allen Deformationen, die der Körper erfährt, mitgeführt werden, siehe Bild. Konvektive Koordinatensysteme werden in der Kinematik schlanker oder dünnwandiger Strukturen (z. B. Stäbe oder Schalen) eingesetzt. Auch materielle Vorzugsrichtungen nicht isotroper Materialien, wie z. B. von Holz, können in konvektiven Koordinaten beschrieben werden. Die Geschwindigkeitsgradienten bekommen, in konvektiven Koordinaten ausgedrückt, besonders einfache Darstellungen.
Jedem materiellen Punkt {\displaystyle {\vec {X}}} werden über eine Referenzkonfiguration eineindeutig konvektive Koordinaten {\displaystyle {\vec {\Theta }}=(\Theta _{1},\Theta _{2},\Theta _{3})} zugeordnet. Die Tangentenvektoren
{\displaystyle {\vec {G}}_{i}:={\dfrac {\mathrm {d} {\vec {X}}({\vec {\Theta }})}{\mathrm {d} \Theta _{i}}}\quad {\textsf {bzw.}}\quad {\vec {g}}_{i}:={\dfrac {\mathrm {d} {\vec {\chi }}\left({\vec {X}}({\vec {\Theta }}),t\right)}{\mathrm {d} \Theta _{i}}}={\dfrac {\mathrm {d} {\vec {\chi }}}{\mathrm {d} {\vec {X}}}}\cdot {\dfrac {\mathrm {d} {\vec {X}}}{\mathrm {d} \Theta _{i}}}=\mathbf {F} \cdot {\vec {G}}_{i}}
bilden dann kovariante Basen im Punkt {\displaystyle {\vec {X}}} bzw. {\displaystyle {\vec {x}}={\vec {\chi }}({\vec {X}},t)}. Die Gradienten der konvektiven Koordinaten
{\displaystyle {\vec {G}}^{i}:=\operatorname {GRAD} \Theta _{i}:=\sum _{j=1}^{3}{\dfrac {\mathrm {d} \Theta _{i}}{\mathrm {d} X_{j}}}{\hat {e}}_{j}=:{\frac {\mathrm {d} \Theta _{i}}{\mathrm {d} {\vec {X}}}}}
bzw.
{\displaystyle {\vec {g}}^{i}:=\operatorname {grad} \Theta _{i}:=\sum _{j=1}^{3}{\frac {\mathrm {d} \Theta _{i}}{\mathrm {d} x_{j}}}{\hat {e}}_{j}=:{\frac {\mathrm {d} \Theta _{i}}{\mathrm {d} {\vec {x}}}}={\frac {\mathrm {d} \Theta _{i}}{\mathrm {d} {\vec {X}}}}\cdot {\frac {\mathrm {d} {\vec {X}}}{\mathrm {d} {\vec {x}}}}={\vec {G}}^{i}\cdot \mathbf {F} ^{-1}=\mathbf {F} ^{\top -1}\cdot {\vec {G}}^{i}}
formen die kontravarianten Basen, die zu den kovarianten dual sind. In diesen Basissystemen ausgedrückt, bekommt der Deformationsgradient die besonders einfache Form
{\displaystyle \mathbf {F} =\sum _{i=1}^{3}{\vec {g}}_{i}\otimes {\vec {G}}^{i}\quad \rightarrow \quad \mathbf {F} ^{-1}=\sum _{i=1}^{3}{\vec {G}}_{i}\otimes {\vec {g}}^{i}\,.}
Aus der Zeitableitung des Deformationsgradienten und der Zeitableitung der Inversen ergibt sich
{\displaystyle {\dot {\mathbf {F} }}=\sum _{i=1}^{3}{\dot {\vec {g}}}_{i}\otimes {\vec {G}}^{i}\,,\quad (\mathbf {F} ^{-1}){\dot {}}=\sum _{i=1}^{3}{\vec {G}}_{i}\otimes {\dot {\vec {g}}}^{i}\,,}
denn die Ausgangskonfiguration und die in ihr definierten Basisvektoren hängen nicht von der Zeit ab. Mit diesen Ergebnissen schreibt sich der räumliche Geschwindigkeitsgradient:
{\displaystyle {\begin{aligned}\mathbf {l} =&{\dot {\mathbf {F} }}\cdot \mathbf {F} ^{-1}=\sum _{i=1}^{3}{\dot {\vec {g}}}_{i}\otimes {\vec {g}}^{i}\\=&\sum _{i=1}^{3}{\dot {\vec {g}}}_{i}\otimes {\vec {g}}^{i}-\underbrace {{\frac {\mathrm {D} }{\mathrm {D} t}}\left(\sum _{i=1}^{3}{\vec {g}}_{i}\otimes {\vec {g}}^{i}\right)} _{={\dot {\mathbf {1} }}=\mathbf {0} }=\sum _{i=1}^{3}({\dot {\vec {g}}}_{i}\otimes {\vec {g}}^{i}-{\dot {\vec {g}}}_{i}\otimes {\vec {g}}^{i}-{\vec {g}}_{i}\otimes {\dot {\vec {g}}}^{i})=-\sum _{i=1}^{3}{\vec {g}}_{i}\otimes {\dot {\vec {g}}}^{i}\,,\end{aligned}}}
worin das Verschwinden der Zeitableitung des Einheitstensors 1 ausgenutzt wurde. Die Geschwindigkeitsgradienten bilden die Basisvektoren auf ihre Raten ab:
{\displaystyle {\begin{aligned}{\dot {\vec {g}}}_{i}=&{\dot {\mathbf {F} }}\cdot {\vec {G}}_{i}\,,\quad {\dot {\vec {g}}}^{i}=(\mathbf {F} ^{\top -1}){\dot {}}\cdot {\vec {G}}^{i}\\{\dot {\vec {g}}}_{i}=&\mathbf {l} \cdot {\vec {g}}_{i}\,,\quad {\dot {\vec {g}}}^{i}=-\mathbf {l} ^{\top }\cdot {\vec {g}}^{i}.\end{aligned}}}
Der symmetrische Anteil des räumlichen Geschwindigkeitsgradienten ist der Verzerrungsgeschwindigkeitstensor:
{\displaystyle {\begin{aligned}\mathbf {d} ={\dfrac {1}{2}}(\mathbf {l+l} ^{\top })=&{\frac {1}{2}}\sum _{j=1}^{3}{\dot {\vec {g}}}_{j}\otimes {\vec {g}}^{j}+{\frac {1}{2}}\sum _{i=1}^{3}{\vec {g}}^{i}\otimes {\dot {\vec {g}}}_{i}={\frac {1}{2}}\sum _{i,j=1}^{3}\left({\vec {g}}_{i}\cdot {\dot {\vec {g}}}_{j}+{\dot {\vec {g}}}_{i}\cdot {\vec {g}}_{j}\right){\vec {g}}^{i}\otimes {\vec {g}}^{j}\\=&-{\frac {1}{2}}\sum _{i=1}^{3}{\vec {g}}_{i}\otimes {\dot {\vec {g}}}^{i}-{\frac {1}{2}}\sum _{j=1}^{3}{\dot {\vec {g}}}^{j}\otimes {\vec {g}}_{j}=-{\frac {1}{2}}\sum _{i,j=1}^{3}\left({\dot {\vec {g}}}^{i}\cdot {\vec {g}}^{j}+{\vec {g}}^{i}\cdot {\dot {\vec {g}}}^{j}\right){\vec {g}}_{i}\otimes {\vec {g}}_{j}\,.\end{aligned}}}
Mit den Metrikkoeffizienten {\displaystyle g_{ij}:={\vec {g}}_{i}\cdot {\vec {g}}_{j}} und {\displaystyle g^{ij}:={\vec {g}}^{i}\cdot {\vec {g}}^{j}} sowie der Produktregel schreibt sich das:
{\displaystyle \mathbf {d} ={\frac {1}{2}}\sum _{i,j=1}^{3}{\dot {g}}_{ij}{\vec {g}}^{i}\otimes {\vec {g}}^{j}=-{\frac {1}{2}}\sum _{i,j=1}^{3}{\dot {g}}^{ij}{\vec {g}}_{i}\otimes {\vec {g}}_{j}\,.}
Die Frobenius-Skalarprodukte {\displaystyle {\vec {g}}_{i}\cdot {\vec {g}}_{j}} bleiben bei einer Rotation oder Translation unverändert, weswegen der Verzerrungsgeschwindigkeitstensor genau dann verschwindet, nämlich bei Starrkörperbewegungen.

### Geometrische Linearisierung
In der Festkörpermechanik treten in vielen Anwendungsbereichen nur kleine Deformationen auf. In diesem Fall erfahren die Gleichungen der Kontinuumsmechanik eine erhebliche Vereinfachung durch geometrische Linearisierung. Dazu werden die Verschiebungen {\displaystyle {\vec {u}}({\vec {X}},t)} betrachtet, die ein materieller Punkt {\displaystyle {\vec {X}}} im Laufe seiner Bewegung erfährt. Weil {\displaystyle {\vec {x}}={\vec {\chi }}({\vec {X}},t)} die aktuelle Position des Punktes ist, der in der Ausgangskonfiguration die Position {\displaystyle {\vec {X}}} hatte, ist die Verschiebung die Differenz
{\displaystyle {\vec {u}}={\vec {\chi }}({\vec {X}},t)-{\vec {X}}\,.}
Der materielle Gradient der Verschiebungen ist der Tensor
{\displaystyle \mathbf {H} =\mathrm {GRAD} \,{\vec {u}}=\mathrm {GRAD} \,{\vec {\chi }}-\mathrm {GRAD} \,{\vec {X}}=\mathbf {F} -\mathbf {1} \,.}
und wird Verschiebungsgradient genannt. Er unterscheidet sich vom Deformationsgradient nur durch den Einheitstensor 1. Wenn {\displaystyle L_{0}} eine charakteristische Abmessung des Körpers ist, dann wird bei kleinen Verschiebungen sowohl {\displaystyle |{\vec {u}}|\ll L_{0}} als auch {\displaystyle \parallel \mathbf {H} \parallel \ll 1} und hier {\displaystyle \parallel {\dot {\mathbf {H} }}\parallel \ll 1/s} gefordert, so dass alle Terme, die höhere Potenzen von {\displaystyle {\vec {u}},\,\mathbf {H} } oder {\displaystyle {\dot {\mathbf {H} }}} beinhalten, vernachlässigt werden können. Dann gilt:
{\displaystyle {\begin{aligned}\mathbf {l} =&{\dot {\mathbf {F} }}\cdot \mathbf {F} ^{-1}\approx {\dot {\mathbf {H} }}\cdot (\mathbf {1-H} )\approx {\dot {\mathbf {H} }}={\dot {\mathbf {F} }}\\\mathbf {d} \approx &{\frac {1}{2}}({\dot {\mathbf {H} }}+{\dot {\mathbf {H} }}^{\top })={\dot {\boldsymbol {\varepsilon }}}\\\mathbf {w} \approx &{\frac {1}{2}}({\dot {\mathbf {H} }}-{\dot {\mathbf {H} }}^{\top })={\dot {\mathbf {R} }}_{L}\,.\end{aligned}}}
Der Tensor {\displaystyle {\boldsymbol {\varepsilon }}} ist der linearisierte Verzerrungstensor und RL ist der linearisierte Rotationstensor. Eine Unterscheidung des materiellen und räumlichen Geschwindigkeitsgradienten ist bei kleinen Deformationen demnach nicht nötig.

## Transformationseigenschaften

### Linien-, Flächen- und Volumenelemente
Der räumliche Geschwindigkeitsgradient transformiert in der Momentankonfiguration die Linien-,
Flächen- und Volumenelemente in ihre Raten:
{\displaystyle {\begin{aligned}(\mathrm {d} {\vec {x}}){\dot {}}&=\mathbf {l} \cdot \mathrm {d} {\vec {x}}\\(\mathrm {d} {\vec {a}}){\dot {}}&=(\operatorname {Sp} (\mathbf {l} )\mathbf {1} -\mathbf {l} ^{\top })\cdot \mathrm {d} {\vec {a}}\\(\mathrm {d} v){\dot {}}&=\operatorname {Sp} (\mathbf {l} )\mathrm {d} v=\operatorname {div} ({\vec {v}})\,\mathrm {d} v\,.\end{aligned}}}
Darin ist {\displaystyle \mathrm {d} {\vec {a}}} (für englisch area „Fläche“) das vektorielle Oberflächenelement und {\displaystyle \mathrm {d} v} (für englisch volume „Volumen“) das Volumenelement. Der Operator {\displaystyle \operatorname {Sp} } berechnet die Spur seines Argumentes, die im Fall des Geschwindigkeitsgradienten die Divergenz des Geschwindigkeitsfeldes ist:
{\displaystyle \operatorname {Sp} (\mathbf {l} )=\operatorname {Sp} (\mathbf {d} )=\operatorname {div} ({\vec {v}})\,.}
| Beweis |
| Der Deformationsgradient F transformiert die Linien-, Flächen- und Volumenelement von der Referenzkonfiguration in die Momentankonfiguration: {\displaystyle {\begin{aligned}\mathrm {d} {\vec {x}}=&\mathbf {F} \cdot \mathrm {d} {\vec {X}}\\\mathrm {d} {\vec {a}}=&\operatorname {det} (\mathbf {F} )\mathbf {F} ^{\top -1}\cdot \mathrm {d} {\vec {A}}\\\mathrm {d} v=&\operatorname {det} (\mathbf {F} )\;\mathrm {d} V\,.\end{aligned}}} Der Operator {\displaystyle \operatorname {det} (\cdot )} bildet die Determinante und {\displaystyle (\cdot )^{\top -1}} die transponiert Inverse. Die Oberfläche des Körpers in der Referenzkonfiguration hat das Oberflächenelement {\displaystyle \mathrm {d} {\vec {A}}}, d. h. die mit dem Flächenstück {\displaystyle \mathrm {d} A} multiplizierte Normale {\displaystyle {\vec {N}}} des Flächenstücks, und Gleiches gilt für das räumliche Flächenelement {\displaystyle \mathrm {d} {\vec {a}}} auf der Oberfläche des Körpers in der Momentankonfiguration. Materielle Zeitableitung (bei festgehaltenen Partikeln) liefert für das Linienelement: {\displaystyle {\frac {\mathrm {D} }{\mathrm {D} t}}(\mathrm {d} {\vec {x}})={\frac {\mathrm {D} }{\mathrm {D} t}}(\mathbf {F} \cdot \mathrm {d} {\vec {X}})={\dot {\mathbf {F} }}\cdot \mathrm {d} {\vec {X}}={\dot {\mathbf {F} }}\cdot \mathbf {F} ^{-1}\cdot \mathrm {d} {\vec {x}}=\mathbf {l} \cdot \mathrm {d} {\vec {x}}\,.} Die materielle Zeitableitung des Volumenelements ergibt sich mit der Ableitung der Determinante aus {\displaystyle {\begin{aligned}{\frac {\mathrm {D} }{\mathrm {D} t}}(\mathrm {d} v)=&{\frac {\mathrm {D} }{\mathrm {D} t}}[\operatorname {det} (\mathbf {F} )\mathrm {d} V]=\operatorname {det} (\mathbf {F} )(\mathbf {F} ^{\top -1}:{\dot {\mathbf {F} }})\mathrm {d} V=\operatorname {Sp} (\mathbf {F} ^{-1}\cdot {\dot {\mathbf {F} }})\mathrm {d} v=\operatorname {Sp} ({\dot {\mathbf {F} }}\cdot \mathbf {F} ^{-1})\mathrm {d} v=\operatorname {Sp} (\mathbf {l} )\mathrm {d} v\,.\end{aligned}}} Der Doppelpunkt „:“ steht für das Frobenius-Skalarprodukt von Tensoren, das für zwei Tensoren A und B über {\displaystyle \mathbf {A:B} :=\operatorname {Sp} (\mathbf {A^{\top }\cdot B} )} definiert ist. Der Gradient eines Vektorfeldes ist mit dem Nabla-Operator und dem dyadischen Produkt „{\displaystyle \otimes }“ definiert: {\displaystyle \operatorname {grad} {\vec {v}}:=(\nabla \otimes {\vec {v}})^{\top }\,.} Die Spur eines dyadischen Produkts ist das Skalarprodukt ihrer Faktoren: {\displaystyle \operatorname {Sp(grad} {\vec {v}})=\nabla \cdot {\vec {v}}\,,} denn die Transposition hat keinen Einfluss auf die Spur. Das Skalarprodukt des Nabla-Operators mit dem Geschwindigkeitsfeld ist aber dessen Divergenz: {\displaystyle \operatorname {div} {\vec {v}}:=\nabla \cdot {\vec {v}}\,.} Also ist die Spur des Geschwindigkeitsgradienten gleich der Divergenz des Geschwindigkeitsfeldes. Abschließend berechnet sich noch die materielle Zeitableitung des Flächenelements mit der Produktregel zu {\displaystyle {\begin{aligned}{\frac {\mathrm {D} }{\mathrm {D} t}}(\mathrm {d} {\vec {a}})=&{\frac {\mathrm {D} }{\mathrm {D} t}}(\operatorname {det} (\mathbf {F} )\mathbf {F} ^{\top -1}\cdot \mathrm {d} {\vec {A}})=[\operatorname {det} (\mathbf {F} )(\mathbf {F} ^{\top -1}:{\dot {\mathbf {F} }})\mathbf {F} ^{\top -1}-\operatorname {det} (\mathbf {F} )\mathbf {F} ^{\top -1}\cdot {\dot {\mathbf {F} }}^{\top }\cdot \mathbf {F} ^{\top -1}]\cdot \mathrm {d} {\vec {A}}\\=&[\operatorname {Sp} (\mathbf {F} ^{-1}\cdot {\dot {\mathbf {F} }})\mathbf {1} -\mathbf {F} ^{\top -1}\cdot {\dot {\mathbf {F} }}^{\top }]\cdot \operatorname {det} (\mathbf {F} )\mathbf {F} ^{\top -1}\cdot \mathrm {d} {\vec {A}}=[\operatorname {Sp} ({\dot {\mathbf {F} }}\cdot \mathbf {F} ^{-1})\mathbf {1} -({\dot {\mathbf {F} }}\cdot \mathbf {F} ^{-1})^{\top }]\cdot \mathrm {d} {\vec {a}}\\=&[\operatorname {Sp} (\mathbf {l} )\mathbf {1} -\mathbf {l} ^{\top }]\cdot \mathrm {d} {\vec {a}}\,.\end{aligned}}} Hier wurde die Konstanz des Einheitstensors benutzt: {\displaystyle \mathbf {0} ={\frac {\mathrm {D} }{\mathrm {D} t}}\mathbf {1} ={\frac {\mathrm {D} }{\mathrm {D} t}}(\mathbf {F} ^{\top -1}\cdot \mathbf {F} ^{\top })={\frac {\mathrm {D} }{\mathrm {D} t}}(\mathbf {F} ^{\top -1})\cdot \mathbf {F} ^{\top }+\mathbf {F} ^{\top -1}\cdot {\dot {\mathbf {F} }}^{\top }\quad \rightarrow \quad {\frac {\mathrm {D} }{\mathrm {D} t}}(\mathbf {F} ^{\top -1})=-\mathbf {F} ^{\top -1}\cdot {\dot {\mathbf {F} }}^{\top }\cdot \mathbf {F} ^{\top -1}\,.} |

Wenn die Spur des räumlichen Geschwindigkeitsgradienten l oder – gleichbedeutend – des räumlichen Verzerrungsgeschwindigkeitstensors d oder die Divergenz des Geschwindigkeitsfeldes verschwindet, dann ist die Bewegung lokal volumenerhaltend. Bei einer Starrkörperbewegung ist, wie unten nachgewiesen, Sp(l)=Sp(w)=0, was die Konstanz des Volumens bei einer solchen Bewegung bestätigt. Eine positive Divergenz bedeutet Expansion, was namensgebend für die Divergenz ist (lateinisch divergere „auseinanderstreben“) und was in der Realität mit einer Abnahme der Dichte einher geht.

### Dehn- und Schergeschwindigkeiten

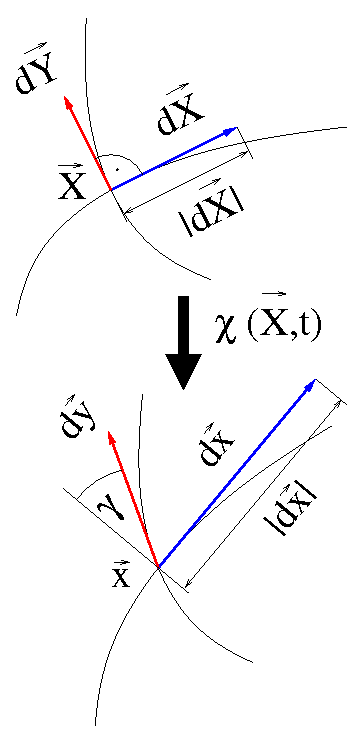
Streckung und Verdrehung der Tangenten (rot und blau) an
materielle Linien (schwarz) im Zuge einer Deformation

Bei der Verformung eines Körpers ändern sich in den deformierten Stellen die Abstände seiner Partikel und/oder die Winkel zwischen Verbindungslinien seiner Partikel. Mathematisch werden die Tangentenvektoren an solche Verbindungslinien betrachtet, siehe Abbildung rechts. Ändern diese Tangentenvektoren ihre Längen oder die Winkel untereinander, was im gleichen Maß geschieht wie die Verbindungslinien gedehnt oder geschert werden, dann ändern sich ihre Skalarprodukte und es liegen Deformationen vor. Die Änderungsrate dieser Skalarprodukte bemisst der räumliche Verzerrungsgeschwindigkeitstensor d:
{\displaystyle {\frac {\mathrm {D} }{\mathrm {D} t}}(\mathrm {d} {\vec {x}}\cdot \mathrm {d} {\vec {y}})=(\mathbf {l} \cdot \mathrm {d} {\vec {x}})\cdot \mathrm {d} {\vec {y}}+\mathrm {d} {\vec {x}}\cdot (\mathbf {l} \cdot \mathrm {d} {\vec {y}})=2\mathrm {d} {\vec {x}}\cdot \mathbf {d} \cdot \mathrm {d} {\vec {y}}.}
Die Dehnrate in einer bestimmten Richtung {\displaystyle {\hat {e}}=\mathrm {d} {\vec {x}}/|\mathrm {d} {\vec {x}}|} berechnet sich aus:
{\displaystyle {\dot {\varepsilon }}={\frac {|\mathrm {d} {\vec {x}}|{\dot {}}}{|\mathrm {d} {\vec {x}}|}}={\frac {{\frac {\mathrm {d} {\vec {x}}}{|\mathrm {d} {\vec {x}}|}}\cdot (\mathrm {d} {\vec {x}}){\dot {}}}{|\mathrm {d} {\vec {x}}|}}={\frac {\mathrm {d} {\vec {x}}\cdot \mathbf {l} \cdot \mathrm {d} {\vec {x}}}{|\mathrm {d} {\vec {x}}|^{2}}}={\hat {e}}\cdot (\mathbf {d+w} )\cdot {\hat {e}}={\hat {e}}\cdot \mathbf {d} \cdot {\hat {e}}={\frac {\partial v}{\partial x}}\,,}
wo die Geschwindigkeit v und die Koordinate x in {\displaystyle {\hat {e}}}-Richtung zählen. Die Schergeschwindigkeit ergibt sich im Zustand {\displaystyle \gamma =0} aus
{\displaystyle {\begin{aligned}{\frac {\mathrm {D} }{\mathrm {D} t}}(\mathrm {d} {\vec {x}}\cdot \mathrm {d} {\vec {y}})=&{\frac {\mathrm {D} }{\mathrm {D} t}}(|\mathrm {d} {\vec {x}}|\,|\mathrm {d} {\vec {y}}|\sin(\gamma ))={\frac {\mathrm {D} }{\mathrm {D} t}}(|\mathrm {d} {\vec {x}}|\,|\mathrm {d} {\vec {y}}|)\sin(\gamma )+|\mathrm {d} {\vec {x}}|\,|\mathrm {d} {\vec {y}}|\cos(\gamma ){\dot {\gamma }}\\\gamma =0\rightarrow &{\frac {\mathrm {D} }{\mathrm {D} t}}(\mathrm {d} {\vec {x}}\cdot \mathrm {d} {\vec {y}})=2\mathrm {d} {\vec {x}}\cdot \mathbf {d} \cdot \mathrm {d} {\vec {y}}=|\mathrm {d} {\vec {x}}|\,|\mathrm {d} {\vec {y}}|\,{\dot {\gamma }}\\\rightarrow {\dot {\gamma }}=&2{\frac {\mathrm {d} {\vec {x}}}{|\mathrm {d} {\vec {x}}|}}\cdot \mathbf {d} \cdot {\frac {\mathrm {d} {\vec {y}}}{|\mathrm {d} {\vec {y}}|}}={\frac {\partial v_{x}}{\partial y}}+{\frac {\partial v_{y}}{\partial x}}\,.\end{aligned}}}
Hier zählen die Geschwindigkeit {\displaystyle v_{x}} sowie die Koordinate x in {\displaystyle \mathrm {d} {\vec {x}}}-Richtung und die Geschwindigkeit {\displaystyle v_{y}} sowie die Koordinate y in {\displaystyle \mathrm {d} {\vec {y}}}-Richtung.
Der Verzerrungsgeschwindigkeitstensor d legt also die Dehn- und Scherraten in der Momentankonfiguration fest.

### Eigenvektoren
Sind die im vorigen Abschnitt betrachteten Tangentenvektoren Eigenvektoren des Geschwindigkeitsgradienten oder des Verzerrungsgeschwindigkeitstensors, dann hat das bemerkenswerte Konsequenzen. Für einen solchen Eigenvektor des Geschwindigkeitsgradienten gilt:
{\displaystyle \mathbf {l} \cdot {\hat {e}}=\lambda {\hat {e}}\,.}
Der Faktor {\displaystyle \lambda } ist der zum Eigenvektor {\displaystyle {\hat {e}}} gehörende Eigenwert. Die Frobeniusnorm der Eigenvektoren ist unbestimmt, weswegen ihr Betrag hier auf eins festgelegt wird, was im Hut über dem e zum Ausdruck kommt. Die Zeitableitung eines Tangentenvektors {\displaystyle {\hat {e}}=\mathrm {d} {\vec {x}}/|\mathrm {d} {\vec {x}}|} der Länge eins in der Momentankonfiguration liefert
{\displaystyle {\dot {\hat {e}}}={\frac {(\mathrm {d} {\vec {x}}){\dot {}}}{|\mathrm {d} {\vec {x}}|}}-{\frac {\mathrm {d} {\vec {x}}}{|\mathrm {d} {\vec {x}}|^{2}}}{\frac {\mathrm {d} {\vec {x}}\cdot (\mathrm {d} {\vec {x}}){\dot {}}}{|\mathrm {d} {\vec {x}}|}}=\mathbf {l} \cdot {\frac {\mathrm {d} {\vec {x}}}{|\mathrm {d} {\vec {x}}|}}-\left({\frac {\mathrm {d} {\vec {x}}}{|\mathrm {d} {\vec {x}}|}}\cdot \mathbf {l} \cdot {\frac {\mathrm {d} {\vec {x}}}{|\mathrm {d} {\vec {x}}|}}\right){\frac {\mathrm {d} {\vec {x}}}{|\mathrm {d} {\vec {x}}|}}=\mathbf {l} \cdot {\hat {e}}-({\hat {e}}\cdot \mathbf {l} \cdot {\hat {e}}){\hat {e}}}
In Richtung der Eigenvektoren des räumlichen Geschwindigkeitsgradienten verschwindet diese Rate. Einsetzen des Verzerrungsgeschwindigkeitstensors und des Wirbeltensors ergibt weiterhin:
{\displaystyle {\dot {\hat {e}}}=(\mathbf {d+w} )\cdot {\hat {e}}-({\hat {e}}\cdot (\mathbf {d+w} )\cdot {\hat {e}}){\hat {e}}=\mathbf {w} \cdot {\hat {e}}+\mathbf {d} \cdot {\hat {e}}-({\hat {e}}\cdot \mathbf {d} \cdot {\hat {e}}){\hat {e}}\,.}
Sei {\displaystyle {\hat {e}}} Eigenvektor von d. Dann ist {\displaystyle \mathbf {d} \cdot {\hat {e}}-({\hat {e}}\cdot \mathbf {d} \cdot {\hat {e}}){\hat {e}}=0} und daher lautet die Zeitableitung
{\displaystyle {\dot {\hat {e}}}=\mathbf {w} \cdot {\hat {e}}={\vec {\omega }}\times {\hat {e}}\,.}
In Kombination mit dem obigen Ergebnis
{\displaystyle {\dot {\varepsilon }}={\hat {e}}\cdot \mathbf {d} \cdot {\hat {e}}\quad \rightarrow \quad \mathbf {d} \cdot {\hat {e}}={\dot {\varepsilon }}{\hat {e}}}
zeigt sich für Eigenvektoren von d:
{\displaystyle \mathbf {l} \cdot {\hat {e}}=(\mathbf {d+w} )\cdot {\hat {e}}={\dot {\varepsilon }}{\hat {e}}+{\vec {\omega }}\times {\hat {e}}\,.}
Die polare Zerlegung des Deformationsgradienten in eine Drehung und eine rotationsfreie Streckung entspricht beim räumlichen Geschwindigkeitsgradient der additiven Zerlegung in die Dehnrate und Drehgeschwindigkeit.

## Kinematik

### Substantielle Beschleunigung
Das zweite Newton’sche Gesetz besagt, dass eine Kraft einen materiellen Körper in Richtung der Kraft beschleunigt. Auf lokaler Ebene werden dann die materiellen Punkte von einem von außen aufgeprägten Beschleunigungsvektor {\displaystyle {\vec {b}}} angetrieben:
{\displaystyle {\dot {\vec {v}}}({\vec {x}},t)={\vec {b}}({\vec {x}},t)\,.}
Weil aber in der klassischen Mechanik ein Raumpunkt nicht beschleunigt werden kann, sondern nur ein materieller Punkt, muss auf der linken Seite der Gleichung die materielle Zeitableitung der Geschwindigkeit gebildet werden, die – wie üblich – mit einem aufgesetzten Punkt notiert wird:
{\displaystyle {\dot {\vec {v}}}({\vec {x}},t):={\frac {\mathrm {D} }{\mathrm {D} t}}{\vec {v}}({\vec {\chi }}({\vec {X}},t),t)=\underbrace {\frac {\partial {\vec {v}}({\vec {x}},t)}{\partial {\vec {x}}}} _{=\operatorname {grad} {\vec {v}}=\mathbf {l} }\cdot \underbrace {\frac {\mathrm {D} {\vec {\chi }}({\vec {X}},t)}{\mathrm {D} t}} _{={\vec {v}}}+{\frac {\partial {\vec {v}}({\vec {x}},t)}{\partial t}}={\frac {\partial {\vec {v}}}{\partial t}}+(\operatorname {grad} {\vec {v}})\cdot {\vec {v}}={\frac {\partial {\vec {v}}}{\partial t}}+\mathbf {l} \cdot {\vec {v}}\,.}
Darin gehört der festgehaltene Vektor {\displaystyle {\vec {X}}={\vec {\chi }}^{-1}({\vec {x}},t)} zu dem beschleunigten Partikel, das sich zur Zeit {\displaystyle t} am Ort {\displaystyle {\vec {x}}} aufhält und {\displaystyle {\vec {v}}({\vec {x}},t)={\dot {\vec {\chi }}}({\vec {X}},t)} ist dessen Geschwindigkeit zur Zeit t. Der letzte Term in obiger Gleichung ist ein konvektiver Anteil, der die kinematische Nichtlinearität der Impulsbilanz in der Euler’schen Betrachtungsweise bewirkt.
Im geometrisch linearen Fall fällt der quadratische konvektive Anteil weg und es gilt:
{\displaystyle {\dot {\vec {v}}}({\vec {x}},t)\approx {\frac {\partial {\vec {v}}({\vec {x}},t)}{\partial t}}\,.}

### Starrkörperbewegung

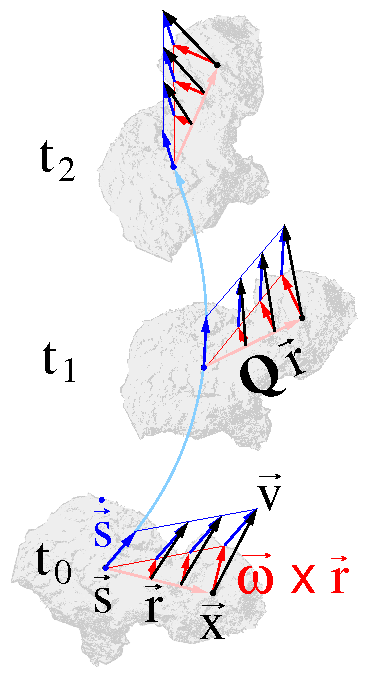
Das Geschwindigkeitsfeld (schwarz) eines Starrkörpers (grau) entlang seines Weges (hellblau) setzt sich zusammen aus der Schwerpunktsgeschwindigkeit (blau) und der Drehgeschwindigkeit (rot)

Jede Starrkörperbewegung lässt sich in eine Translation und eine Rotation zerlegen. Als Drehzentrum eignet sich jeder ruhende oder bewegte Punkt und auch der Schwerpunkt des Körpers, siehe Abbildung rechts. Sei {\displaystyle {\vec {r}}({\vec {X}})={\vec {X}}-{\vec {S}}} der zeitlich fixierte Differenzvektor zwischen einem Partikel {\displaystyle {\vec {X}}} des starren Körpers und seinem Schwerpunkt {\displaystyle {\vec {S}}} zu einem Zeitpunkt {\displaystyle {t}_{0}}. Die Translation des Körpers kann dann mit seiner Schwerpunktsbewegung {\displaystyle {\vec {s}}(t)} (mit {\displaystyle {\vec {s}}(t_{0})={\vec {S}}}) und seine Drehung mit einem von der Zeit aber nicht vom Ort abhängigen orthogonalen Tensor {\displaystyle \mathbf {Q} (t)} (mit {\displaystyle \mathbf {Q} (t)\cdot \mathbf {Q} (t)^{\top }=\mathbf {1} \,,\;\operatorname {det} (\mathbf {Q} (t))=+1\,,\;\mathbf {Q} ({t}_{0})=\mathbf {1} }) dargestellt werden. Translation und Rotation zusammengenommen definieren die Bewegungsfunktion und das materielle Geschwindigkeitsfeld:
{\displaystyle {\begin{aligned}{\vec {\chi }}({\vec {X}},t)=&{\vec {s}}(t)+\mathbf {Q} (t)\cdot ({\vec {X}}-{\vec {S}})={\vec {x}}\;\rightarrow \;\mathbf {F} (t)=\mathbf {Q} (t)\\\rightarrow {\dot {\vec {\chi }}}({\vec {X}},t)=&{\dot {\vec {s}}}(t)+{\dot {\mathbf {Q} }}(t)\cdot ({\vec {X}}-{\vec {S}})\;\rightarrow \;{\dot {\mathbf {F} }}(t)={\dot {\mathbf {Q} }}(t)\,.\end{aligned}}}
Im materiellen Geschwindigkeitsgradient taucht die gleichförmige Schwerpunktsgeschwindigkeit nicht mehr auf. Das räumliche Geschwindigkeitsfeld entsteht durch die Ersetzung {\displaystyle {\vec {X}}-{\vec {S}}=\mathbf {Q} ^{\top }(t)\cdot {\bigl (}{\vec {x}}-{\vec {s}}(t){\bigr )}} im materiellen Geschwindigkeitsfeld:
{\displaystyle {\begin{aligned}{\dot {\vec {\chi }}}({\vec {X}},t)=&{\dot {\vec {s}}}(t)+{\dot {\mathbf {Q} }}(t)\cdot ({\vec {X}}-{\vec {S}})={\dot {\vec {s}}}(t)+{\dot {\mathbf {Q} }}(t)\cdot \mathbf {Q} ^{\top }(t)\cdot {\bigl (}{\vec {x}}-{\vec {s}}(t){\bigr )}\\\rightarrow {\vec {v}}({\vec {x}},t)=&{\dot {\vec {s}}}(t)+{\dot {\mathbf {Q} }}(t)\cdot \mathbf {Q} ^{\top }(t)\cdot {\bigl (}{\vec {x}}-{\vec {s}}(t){\bigr )}\,.\end{aligned}}}
woraus der ebenfalls vom Ort und der gleichförmigen Schwerpunktsgeschwindigkeit unabhängige räumliche Geschwindigkeitsgradient {\displaystyle \mathbf {l} (t)={\dot {\mathbf {Q} }}\cdot \mathbf {Q} ^{\top }} folgt. Der räumliche Geschwindigkeitsgradient ist hier schiefsymmetrisch
{\displaystyle \mathbf {l} +\mathbf {l} ^{\top }={\dot {\mathbf {Q} }}\cdot \mathbf {Q} ^{\top }+\mathbf {Q} \cdot {\dot {\mathbf {Q} }}^{\top }={\frac {\text{d}}{{\text{d}}t}}(\mathbf {Q\cdot Q} ^{\top })={\dot {\mathbf {1} }}=\mathbf {0} \rightarrow \mathbf {l} ^{\top }=-\mathbf {l} }
und daher identisch zu seinem Wirbeltensor (l=w) was bestätigt, dass der symmetrische Verzerrungsgeschwindigkeitstensor d bei Starrkörperbewegungen verschwindet. Der axiale duale Wirbelvektor des Wirbeltensors wird in das Geschwindigkeitsfeld eingesetzt
{\displaystyle {\vec {v}}({\vec {x}},t)={\dot {\vec {s}}}(t)+{\vec {\omega }}(t)\times {\bigl (}{\vec {x}}-{\vec {s}}(t){\bigr )}\,,}
das nun keinen sichtbaren Tensor mehr enthält. Nur im Kreuzprodukt, das einer Tensortransformation entspricht, verbirgt sich noch ein Hinweis auf den Wirbeltensor.
Die Drehachse {\displaystyle {\hat {e}}:={\vec {\omega }}/|{\vec {\omega }}|} ist ein Eigenvektor des Geschwindigkeitsgradienten (mit Eigenwert null), weswegen ihre Zeitableitung {\displaystyle {\dot {\hat {e}}}} zu jeder Zeit verschwindet (siehe oben), was sich auch dadurch bemerkbar macht, dass alle Punkte, deren Distanz sich in Vielfachen des Drehgeschwindigkeitsvektors bemisst, dieselbe Geschwindigkeit aufweisen: {\displaystyle {\vec {v}}({\vec {x}}+\lambda {\vec {\omega }},t)={\vec {v}}({\vec {x}},t)} für alle {\displaystyle {\vec {x}}\in \mathbb {R} ^{3},\,\lambda \in \mathbb {R} }. Wäre die Drehachse mit diesen Partikeln verknüpft, dürfte sie sich höchstens parallel verschieben aber nicht neigen, so wie es {\displaystyle {\dot {\hat {e}}}={\vec {0}}} glauben macht. Als geometrisches Objekt ist der Parameter der Bewegung „Drehachse“, der sich aus dem vorgegebenen orthogonalen Tensor Q ableitet, aber an keine Partikel gebunden und kann ja sogar außerhalb des Starrkörpers liegen. An die Winkelbeschleunigung {\displaystyle {\dot {\vec {\omega }}}} resultiert an dieser Stelle mithin keinerlei Einschränkung.
Aus der lokalen Zeitableitung des Geschwindigkeitsfeldes (bei festgehaltenem Raumpunkt {\displaystyle {\vec {x}}}) geht
{\displaystyle {\begin{aligned}{\frac {\partial }{\partial t}}{\vec {v}}({\vec {x}},t)=&{\ddot {\vec {s}}}(t)+{\dot {\vec {\omega }}}(t)\times {\bigl (}{\vec {x}}-{\vec {s}}(t){\bigr )}-{\vec {\omega }}(t)\times {\dot {\vec {s}}}(t)\\[1ex]=&{\ddot {\vec {s}}}(t)+{\dot {\vec {\omega }}}(t)\times {\bigl (}{\vec {x}}-{\vec {s}}(t){\bigr )}-{\vec {\omega }}(t)\times \left[{\vec {v}}({\vec {x}},t)-{\vec {\omega }}(t)\times {\bigl (}{\vec {x}}-{\vec {s}}(t){\bigr )}\right]\,,\end{aligned}}}
hervor was zusammen mit der materiellen Zeitableitung des Geschwindigkeitsfeldes
{\displaystyle {\dot {\vec {v}}}({\vec {x}},t)={\frac {\partial }{\partial t}}{\vec {v}}({\vec {x}},t)+\mathbf {l} \cdot {\vec {v}}({\vec {x}},t)={\frac {\partial }{\partial t}}{\vec {v}}({\vec {x}},t)+{\vec {\omega }}(t)\times {\vec {v}}({\vec {x}},t)}
im Beschleunigungsfeld {\displaystyle {\vec {a}}} (für englisch acceleration „Beschleunigung“) einer Starrkörperbewegung mündet:
{\displaystyle {\vec {a}}({\vec {x}},t):={\dot {\vec {v}}}({\vec {x}},t)={\ddot {\vec {s}}}(t)+{\dot {\vec {\omega }}}(t)\times {\bigl (}{\vec {x}}-{\vec {s}}(t){\bigr )}+{\vec {\omega }}(t)\times \left[{\vec {\omega }}(t)\times {\bigl (}{\vec {x}}-{\vec {s}}(t){\bigr )}\right]\,.}
Diese Herleitung beleuchtet die lokale und materielle Zeitableitung und ihre Ausprägung bei einer Starrkörperbewegung.

### Potentialwirbel

Potentialwirbel mit Stromlinien (blau) und Fluidelementen (Türkis)

Der Potentialwirbel oder freie Wirbel ist ein klassisches Beispiel einer rotationsfreien Potentialströmung, siehe Bild rechts. Große Wirbel in Fluiden mit niedriger Viskosität werden mit diesem Modell gut beschrieben. Beispiele für einen Potentialwirbel sind der Badewannenablauf fern des Ausflusses, aber auch in guter Näherung ein Tornado. Das Geschwindigkeitsfeld des Potentialwirbels ist in Zylinderkoordinaten mit dem Abstand ρ vom Wirbelzentrum gegeben durch:
{\displaystyle {\vec {v}}=v_{\varphi }{\hat {e}}_{\varphi }\quad {\text{mit}}\quad v_{\varphi }:={\frac {\Gamma _{0}}{2\pi \rho }}\,.}
Der Parameter {\displaystyle \Gamma _{0}} kontrolliert die Strömungsgeschwindigkeit und es ergibt sich der Geschwindigkeitsgradient
{\displaystyle {\begin{aligned}\operatorname {grad} {\vec {v}}=&{\hat {e}}_{\varphi }\otimes \left(-{\frac {\Gamma _{0}}{2\pi \rho ^{2}}}\right){\hat {e}}_{\rho }-{\frac {\Gamma _{0}}{2\pi \rho ^{2}}}{\hat {e}}_{\rho }\otimes {\hat {e}}_{\varphi }=-{\frac {\Gamma _{0}}{2\pi \rho ^{2}}}({\hat {e}}_{\varphi }\otimes {\hat {e}}_{\rho }+{\hat {e}}_{\rho }\otimes {\hat {e}}_{\varphi })=\mathbf {d} +\mathbf {w} \\\rightarrow \mathbf {d} =&-{\frac {\Gamma _{0}}{2\pi \rho ^{2}}}({\hat {e}}_{\varphi }\otimes {\hat {e}}_{\rho }+{\hat {e}}_{\rho }\otimes {\hat {e}}_{\varphi })\quad {\text{und}}\quad \mathbf {w} =\mathbf {0} \,.\end{aligned}}}
Die Drehgeschwindigkeit der Fluidelemente um sich selbst verschwindet wegen w=0 und infolge von {\displaystyle \operatorname {div} {\vec {v}}=\operatorname {Sp} (\mathbf {l} )=\operatorname {Sp} (\mathbf {d} )=0} ist die Bewegung volumenerhaltend. Bei Annäherung an das Wirbelzentrum wächst die Schergeschwindigkeit aufgrund von
{\displaystyle {\dot {\gamma }}_{\rho \varphi }=2{\hat {e}}_{\rho }\cdot \mathbf {d} \cdot {\hat {e}}_{\varphi }=-{\frac {\Gamma _{0}}{\pi \rho ^{2}}}}
über alle Grenzen, was in realen Strömungen nicht auftreten kann, weil die immer vorhandene aber hier vernachlässigte Viskosität das wie im Hamel-Oseen’schen Wirbel verhindert.

### Wechsel des Bezugssystems
Zwei Beobachter, die die Deformation eines Körpers analysieren, können sich über das Bewegungs- und Geschwindigkeitsfeld des Körpers austauschen. Beide Beobachter werden über den Deformationsgradient Einigkeit erzielen, denn er ist eine objektive Größe. Genauso wie der Insasse eines fahrenden Zuges die Geschwindigkeit eines vorbeifliegenden Vogels anders beurteilt wie ein in der Nähe befindlicher Fußgänger, werden verschieden bewegte Beobachter – wie eingangs erwähnt – unterschiedliche Geschwindigkeitsfelder und Geschwindigkeitsgradienten messen. Das Geschwindigkeitsfeld und der Geschwindigkeitsgradient sind nicht objektiv. Für den Nachweis der Objektivität – oder des Gegenteils – ist die Drehbewegung des Bezugssystems des Beobachters ausschlaggebend. Die Drehung des bewegten Beobachters relativ zum materiellen Körper wird mit einem orthogonalen Tensor {\displaystyle \mathbf {Q} } aus der speziellen orthogonalen Gruppe
{\displaystyle {\mathcal {SO}}=\{\mathbf {Q} \in {\mathcal {L}}|\mathbf {Q} ^{-1}=\mathbf {Q} ^{\top }\;\wedge \;\det(\mathbf {Q} )=+1\}}
beschrieben. Die Menge {\displaystyle {\mathcal {L}}} enthält alle Tensoren (zweiter Stufe), {\displaystyle (\cdot )^{\top }} bezeichnet die Transposition, {\displaystyle (\cdot )^{-1}} die Inverse und „det“ die Determinante. Die Tensoren aus dieser Gruppe führen Drehungen ohne Spiegelung aus und werden als „eigentlich orthogonal“ bezeichnet.
Es gibt drei Arten objektiver Tensoren, die sich auf unterschiedliche Weise bei einer Euklidischen Transformation verhalten:
| Körperbezogen objektive, materielle, ein-Feld Tensoren    | {\displaystyle \mathbf {T} '=\mathbf {T} }                       | für alle {\displaystyle \mathbf {Q} \in {\mathcal {SO}}} |
| Objektive, räumliche, ein-Feld Tensoren                   | {\displaystyle \mathbf {T} '=\mathbf {Q\cdot T\cdot Q} ^{\top }} | für alle {\displaystyle \mathbf {Q} \in {\mathcal {SO}}} |
| Objektive zwei-Feld Tensoren wie der Deformationsgradient | {\displaystyle \mathbf {F} '=\mathbf {Q\cdot F} }                | für alle {\displaystyle \mathbf {Q} \in {\mathcal {SO}}} |

Stellt der relativ zum Körper ruhende Beobachter in einem materiellen Punkt den Deformationsgradienten {\displaystyle \mathbf {F} } fest, so misst der bewegte Beobachter durch die euklidische Transformation
{\displaystyle \mathbf {F} '=\mathbf {Q\cdot F} \quad \rightarrow \quad {\dot {\mathbf {F} }}'={\dot {\mathbf {Q} }}\cdot \mathbf {F} +\mathbf {Q} \cdot {\dot {\mathbf {F} }}\neq \mathbf {Q} \cdot {\dot {\mathbf {F} }}\,.}
Der materielle Geschwindigkeitsgradient {\displaystyle {\dot {\mathbf {F} }}} ist also nicht objektiv. Es kann weiter der räumliche Geschwindigkeitsgradient des bewegten Beobachters berechnet werden
{\displaystyle {\begin{aligned}\mathbf {l} '=&{\dot {\mathbf {F} }}'\cdot {\mathbf {F} '}^{-1}=({\dot {\mathbf {Q} }}\cdot \mathbf {F} +\mathbf {Q} \cdot {\dot {\mathbf {F} }})\cdot {\mathbf {F} }^{-1}\cdot \mathbf {Q} ^{-1}={\dot {\mathbf {Q} }}\cdot \mathbf {F} \cdot {\mathbf {F} }^{-1}\cdot \mathbf {Q} ^{\top }+\mathbf {Q} \cdot {\dot {\mathbf {F} }}\cdot {\mathbf {F} }^{-1}\cdot \mathbf {Q} ^{\top }\\\rightarrow \mathbf {l} '=&\mathbf {Q\cdot l\cdot Q} ^{\top }+{\dot {\mathbf {Q} }}\cdot \mathbf {Q} ^{\top }\,,\end{aligned}}}
der somit ebenfalls nicht objektiv ist. Der letzte Term in der letzten Gleichung ist wegen
{\displaystyle {\dot {\mathbf {Q} }}\cdot \mathbf {Q} ^{\top }+({\dot {\mathbf {Q} }}\cdot \mathbf {Q} ^{\top })^{\top }={\dot {\mathbf {Q} }}\cdot \mathbf {Q} ^{\top }+\mathbf {Q} \cdot {\dot {\mathbf {Q} }}^{\top }=(\mathbf {Q\cdot Q} ^{\top }){\dot {}}={\dot {\mathbf {1} }}=\mathbf {0} }
schiefsymmetrisch und hebt sich beim symmetrischen Verzerrungsgeschwindigkeitstensor auf:
{\displaystyle {\begin{aligned}2\mathbf {d} '=&\mathbf {l'+l'} ^{\top }=\mathbf {Q\cdot l\cdot Q} ^{\top }+{\dot {\mathbf {Q} }}\cdot \mathbf {Q} ^{\top }+\mathbf {Q\cdot l^{\top }\cdot Q} ^{\top }+\mathbf {Q} \cdot {\dot {\mathbf {Q} }}^{\top }=\mathbf {Q\cdot (l+l^{\top })\cdot Q} ^{\top }\\\rightarrow \mathbf {d} '=&\mathbf {Q\cdot d\cdot Q} ^{\top }\quad {\text{für alle}}\quad \mathbf {Q} \in {\mathcal {SO}}\,.\end{aligned}}}
Der Verzerrungsgeschwindigkeitstensor ist also objektiv, denn er transformiert sich wie ein objektiver, räumlicher, ein-Feld Tensor. Aus der Differenz {\displaystyle \mathbf {w=l-d} } ergibt sich, dass der Wirbeltensor wieder nicht objektiv ist:
{\displaystyle {\begin{aligned}\mathbf {w} '=&\mathbf {l'-d'} =\mathbf {Q\cdot l\cdot Q} ^{\top }+{\dot {\mathbf {Q} }}\cdot \mathbf {Q} ^{\top }-{\frac {1}{2}}\mathbf {Q\cdot (l+l^{\top })\cdot Q} ^{\top }={\frac {1}{2}}\mathbf {Q\cdot (l-l^{\top })\cdot Q} ^{\top }+{\dot {\mathbf {Q} }}\cdot \mathbf {Q} ^{\top }\\\rightarrow \mathbf {w} '=&\mathbf {Q\cdot w\cdot Q} ^{\top }+{\dot {\mathbf {Q} }}\cdot \mathbf {Q} ^{\top }\,.\end{aligned}}}

### Objektive Zeitableitungen
Für die Formulierung ratenabhängiger Materialmodelle werden in der räumlichen Betrachtungsweise objektive Zeitableitungen für konstitutive Variablen benötigt, denn es entspricht nicht der Erfahrung, dass ein bewegter Beobachter ein anderes Materialverhalten misst als ein ruhender. Somit müssen die Materialmodelle mit objektiven Zeitableitungen formuliert werden. So wie die Geschwindigkeit und ihr Gradient nicht objektiv sind – siehe die #Beschreibung oben – sind auch die Zeitableitungen anderer vom Fluid transponierter Größen nicht objektiv. Es existieren jedoch mehrere bezugssysteminvariante Raten, die für objektive Größen ebenfalls objektiv sind und mit Hilfe vom Geschwindigkeitsgradienten formuliert werden, unter anderem:
Zaremba-Jaumann Ableitung: {\displaystyle {\stackrel {\circ }{\mathbf {T} }}:={\dot {\mathbf {T} }}+\mathbf {T\cdot w} -\mathbf {w\cdot T} }
Kovariante Oldroyd Ableitung: {\displaystyle {\stackrel {\triangle }{\mathbf {T} }}:={\dot {\mathbf {T} }}+\mathbf {T\cdot l} +\mathbf {l} ^{\top }\cdot \mathbf {T} ={\stackrel {\circ }{\mathbf {T} }}+\mathbf {T\cdot d} +\mathbf {d\cdot T} }
Kontravariante Oldroyd Ableitung: {\displaystyle {\stackrel {\nabla }{\mathbf {T} }}:={\dot {\mathbf {T} }}-\mathbf {l\cdot T} -\mathbf {T} \cdot \mathbf {l} ^{\top }={\stackrel {\circ }{\mathbf {T} }}-\mathbf {T\cdot d} -\mathbf {d\cdot T} }
Cauchy-Ableitung: {\displaystyle {\stackrel {\diamond }{\mathbf {T} }}={\dot {\mathbf {T} }}+\operatorname {Sp} (\mathbf {l} )\mathbf {T} -\mathbf {l\cdot T} -\mathbf {T\cdot l} ^{\top }\,.}
Für einen objektiven Vektor {\displaystyle {\vec {v}}} sind die Zeitableitungen
{\displaystyle {\begin{array}{rclcl}{\stackrel {\circ }{\vec {v}}}&=&{\dot {\vec {v}}}-\mathbf {w} \cdot {\vec {v}}\\{\stackrel {\Delta }{\vec {v}}}&=&{\dot {\vec {v}}}+\mathbf {l} ^{\top }\cdot {\vec {v}}&=&{\stackrel {\circ }{\vec {v}}}+\mathbf {d} \cdot {\vec {v}}\\{\stackrel {\nabla }{\vec {v}}}&=&{\dot {\vec {v}}}-\mathbf {l} \cdot {\vec {v}}&=&{\stackrel {\circ }{\vec {v}}}-\mathbf {d} \cdot {\vec {v}}\end{array}}}
objektiv. Mehr dazu ist im Hauptartikel nachzuschlagen.

## Beispiel

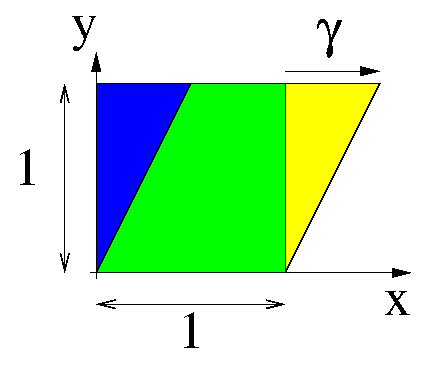
Scherung des Einheitsquadrats (blau) in ein Parallelogramm (gelb)

Ein Einheitsquadrat aus einer viskoelastischen Flüssigkeit wird mit konstanter Schergeschwindigkeit zu einem Parallelogramm verformt, siehe Abbildung rechts. Die Referenzkonfiguration ist das Einheitsquadrat
{\displaystyle {\begin{pmatrix}X\\Y\end{pmatrix}}\in [0,1]^{2}}
In der Momentankonfiguration haben die Punkte des Quadrates die räumlichen Koordinaten
{\displaystyle {\vec {\chi }}({\vec {X}},t)={\begin{pmatrix}x\\y\end{pmatrix}}={\begin{pmatrix}X+\gamma Y\\Y\end{pmatrix}}\quad \rightarrow \quad {\dot {\vec {\chi }}}({\vec {X}},t)={\begin{pmatrix}{\dot {x}}\\{\dot {y}}\end{pmatrix}}={\begin{pmatrix}{\dot {\gamma }}Y\\0\end{pmatrix}}={\begin{pmatrix}{\dot {\gamma }}y\\0\end{pmatrix}}={\vec {v}}({\vec {x}},t)}
woraus sich der Deformations- und (räumliche) Geschwindigkeitsgradient berechnen:
{\displaystyle {\begin{aligned}\mathbf {F} =&{\begin{pmatrix}1&\gamma \\0&1\end{pmatrix}}\;\rightarrow \quad {\dot {\mathbf {F} }}={\begin{pmatrix}0&{\dot {\gamma }}\\0&0\end{pmatrix}}=\operatorname {GRAD} {\dot {\vec {\chi }}}\,,\quad \mathbf {F} ^{-1}={\begin{pmatrix}1&-\gamma \\0&1\end{pmatrix}}\\\rightarrow \mathbf {l} =&\operatorname {grad} {\vec {v}}={\begin{pmatrix}0&{\dot {\gamma }}\\0&0\end{pmatrix}}={\dot {\mathbf {F} }}\cdot \mathbf {F} ^{-1}={\begin{pmatrix}0&{\dot {\gamma }}\\0&0\end{pmatrix}}\cdot {\begin{pmatrix}1&-\gamma \\0&1\end{pmatrix}}\\\rightarrow \mathbf {d} =&{\dfrac {\dot {\gamma }}{2}}{\begin{pmatrix}0&1\\1&0\end{pmatrix}}\;,\quad \mathbf {w} ={\dfrac {\dot {\gamma }}{2}}{\begin{pmatrix}0&1\\-1&0\end{pmatrix}}\,.\end{aligned}}}
Eine Verallgemeinerung des Materialgesetzes für eine viskoelastische Flüssigkeit (Maxwell-Körper) {\displaystyle \lambda {\dot {\sigma }}+\sigma =\eta \,{\dot {\varepsilon }}} mit Materialparametern {\displaystyle \lambda ,\eta } auf drei Dimensionen könnte so aussehen:
{\displaystyle \lambda {\stackrel {\circ }{\boldsymbol {\sigma }}}+{\boldsymbol {\sigma }}=\eta \,\mathbf {d} \,.}
Der Cauchy’sche Spannungstensor {\displaystyle {\boldsymbol {\sigma }}} ist hier deviatorisch und besitzt daher die Form
{\displaystyle {\boldsymbol {\sigma }}={\begin{pmatrix}\sigma &\tau \\\tau &-\sigma \end{pmatrix}}\,.}
So berechnet sich die Zaremba-Jaumann Ableitung zu:
{\displaystyle {\stackrel {\circ }{\boldsymbol {\sigma }}}={\begin{pmatrix}{\dot {\sigma }}&{\dot {\tau }}\\{\dot {\tau }}&-{\dot {\sigma }}\end{pmatrix}}+{\frac {\dot {\gamma }}{2}}{\begin{pmatrix}\sigma &\tau \\\tau &-\sigma \end{pmatrix}}\cdot {\begin{pmatrix}0&1\\-1&0\end{pmatrix}}-{\frac {\dot {\gamma }}{2}}{\begin{pmatrix}0&1\\-1&0\end{pmatrix}}\cdot {\begin{pmatrix}\sigma &\tau \\\tau &-\sigma \end{pmatrix}}={\begin{pmatrix}{\dot {\sigma }}-{\dot {\gamma }}\tau &{\dot {\tau }}+{\dot {\gamma }}\sigma \\{\dot {\tau }}+{\dot {\gamma }}\sigma &-{\dot {\sigma }}+{\dot {\gamma }}\tau \end{pmatrix}}}

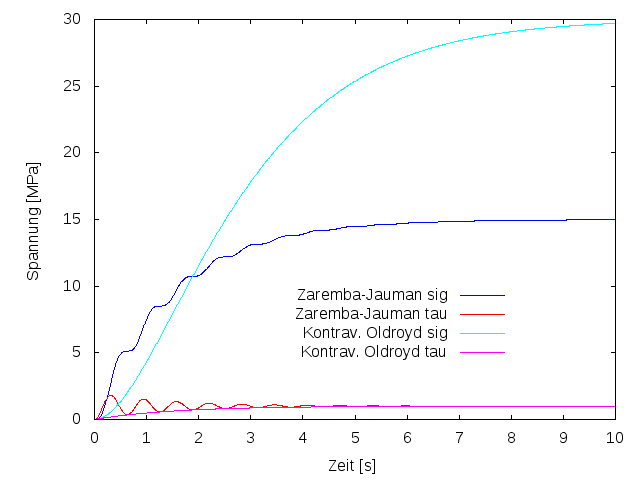
Berechnete Spannungen im viskoelastischen Fluid bei gleichförmiger Scherung

was über das Materialgesetz auf zwei Differentialgleichungen für die Spannungskomponenten führt:
{\displaystyle \lambda ({\dot {\sigma }}-{\dot {\gamma }}\tau )+\sigma =0\quad {\textsf {und}}\quad \lambda ({\dot {\tau }}+{\dot {\gamma }}\sigma )+\tau ={\frac {\eta }{2}}{\dot {\gamma }}\,.}
Bei konstanter Schergeschwindigkeit kommt nach Eliminierung der Normalspannung die Differentialgleichung
{\displaystyle {\ddot {\tau }}+{\frac {2}{\lambda }}{\dot {\tau }}+(\lambda ^{-2}+{\dot {\gamma }}^{2})\tau ={\frac {\eta {\dot {\gamma }}}{2\lambda ^{2}}}}
für die Schubspannung heraus, die als Lösung eine gedämpfte Schwingung besitzt. Dies ist ein bei Verwendung der Zaremba-Jaumann Rate bekanntes unphysikalisches Phänomen, siehe Abbildung rechts.
Verwendung der kontravarianten Oldroyd Ableitung liefert einen nicht-deviatorischen Spannungstensor:
{\displaystyle {\stackrel {\nabla }{\boldsymbol {\sigma }}}={\begin{pmatrix}{\dot {\sigma }}_{xx}&{\dot {\tau }}\\{\dot {\tau }}&{\dot {\sigma }}_{yy}\end{pmatrix}}-{\begin{pmatrix}0&{\dot {\gamma }}\\0&0\end{pmatrix}}\cdot {\begin{pmatrix}\sigma _{xx}&\tau \\\tau &\sigma _{yy}\end{pmatrix}}-{\begin{pmatrix}\sigma _{xx}&\tau \\\tau &\sigma _{yy}\end{pmatrix}}\cdot {\begin{pmatrix}0&0\\{\dot {\gamma }}&0\end{pmatrix}}={\begin{pmatrix}{\dot {\sigma }}_{xx}-2{\dot {\gamma }}\tau &{\dot {\tau }}-{\dot {\gamma }}\sigma _{yy}\\{\dot {\tau }}-{\dot {\gamma }}\sigma _{yy}&{\dot {\sigma }}_{yy}\end{pmatrix}}\,.}
Die Materialgleichung {\displaystyle \lambda {\stackrel {\nabla }{\boldsymbol {\sigma }}}+{\boldsymbol {\sigma }}=\eta \,\mathbf {d} } ergibt:
{\displaystyle {\begin{pmatrix}\lambda ({\dot {\sigma }}_{xx}-2{\dot {\gamma }}\tau )+\sigma _{xx}&\lambda ({\dot {\tau }}-{\dot {\gamma }}\sigma _{yy})+\tau \\\lambda ({\dot {\tau }}-{\dot {\gamma }}\sigma _{yy})+\tau &\lambda {\dot {\sigma }}_{yy}+\sigma _{yy}\end{pmatrix}}={\frac {\eta {\dot {\gamma }}}{2}}{\begin{pmatrix}0&1\\1&0\end{pmatrix}}}
was sich bei anfänglich verschwindenden Spannungen und konstanter Scherrate geschlossen integrieren lässt:
{\displaystyle {\begin{aligned}\sigma _{yy}=&0\\\tau =&{\frac {\eta {\dot {\gamma }}}{2}}(1-e^{-{\frac {t}{\lambda }}})\\\sigma _{xx}=&\eta {\dot {\gamma }}^{2}(\lambda -\lambda e^{-{\frac {t}{\lambda }}}-te^{-{\frac {t}{\lambda }}}).\end{aligned}}}
Hier treten keine Schwingungen auf. Die Abbildung rechts zeigt die bei einer Scherrate {\displaystyle {\dot {\gamma }}=}10/s mit der Zaremba-Jaumann und der kontravarianten Oldroyd Ableitung und den in der Tabelle angegebenen Materialparametern berechneten Spannungen.
| Parameter                        | Relaxationszeit          | dynamische Viskosität |
| -------------------------------- | ------------------------ | --------------------- |
| Formelzeichen                    | {\displaystyle \lambda } | {\displaystyle \eta } |
| Einheit                          | s                        | MPa s                 |
| Zaremba-Jaumann Ableitung        | 1,5                      | 45,2                  |
| Kontravariante Oldroyd Ableitung | 1,5                      | 0,2                   |